# Герб Козацького
Герб Козацького — офіційний символ смт Козацьке, затверджений рішенням сесії селищної ради. Герб є промовистим.
Автор проекту — А. Гречило.

## Опис
У золотому полі козак-довбиш у синій сорочці, червоних шароварах і чоботях, підперезаний золотим поясом, у чорній шапці з червоним шликом б'є чорними калаталами у сині литаври, обтягнуті срібною шкірою та встановлені на чорних підпорах; вгорі зліва — червоне гроно винограду з зеленим листком. 
Герб Козацького вписано у декоративний картуш, увінчаний срібною міською короною, що свідчить про статус поселення. 

## Символіка
Назву поселення пов'язують з рукавом Дніпра — Козак, або, за легендою, з першим поселенцем-козаком, який оселився на острові біля впадіння цього рукава. Тому зображення козака-довбиша вказує на назву поселення, розкриває історію його виникнення, а також оспівує звитяжну роль запорожців у перемозі над турками.